# Ерёмин, Алексей Дмитриевич
Алексей Дмитриевич Ерёмин — советский хозяйственный, государственный и политический деятель.

## Биография
Родился в 1912 году в селе Уруга. Член ВКП(б) с 1937 года.
С 1929 года — на хозяйственной, общественной и политической работе. В 1929—1953 гг. — чернорабочий глино-трепилового завода села Соболевка, кладовщик Смоленского машиностроительного треста города Людиново, чернорабочий, начальник складского хозяйства на строительстве завода № 126 в Комсомольске-на-Амуре, в РККА, председатель совета ОАХ завода № 126, секретарь горкома ВЛКСМ, заведующий организационно-инструкторским отделом горкома ВКП(б), секретарь парткома партийной организации треста № 1 Министерства авиационной промышленности СССР, секретарь парткома партийной организации треста «Амурстальстрой», первый секретарь Сталинского райкома ВКП(б), председатель исполнительного комитета Комсомольска-на-Амуре городского Совета депутатов трудящихся, председатель исполнительного комитета Хабаровского городского Совета депутатов трудящихся.
Избирался депутатом Верховного Совета СССР 2-го созыва.